# Ravanoa bilineolalis
Ravanoa bilineolalis is een vlinder van de familie van de grasmotten (Crambidae). De wetenschappelijke naam van deze soort is voor het eerst voorgesteld als Zebronia bilineolalis door Francis Walker in een publicatie uit 1866.
De soort komt voor in Indonesië (West-Papoea).